# Махмуд Абас
Махмуд Абас (на арабски: محمود عباس), известен още като Абу Мазен, е палестински политик от най-голямата политическа партия Фатах.
Ръководител е на Организацията за освобождение на Палестина (ООП), след като е избран на 11 ноември 2004 г., като заема мястото на починалия Ясер Арафат.
От март до октомври 2003 г. е министър-председател на Палестинската автономия, но си подава оставка след борба за надмощие с Арафат.
Избран е за президент на Палестинската автономия на 9 януари 2005 г.